# Cold Stone Creamery
A Cold Stone Creamery, Inc. é uma cadeia internacional americana de sorveterias. Com sede em Scottsdale, Arizona, a empresa pertence e é operada pela Kahala Brands. O principal produto da empresa é o sorvete premium feito com aproximadamente 12-14% de gordura de manteiga, produzido no local e personalizado para os clientes no momento do pedido. A Cold Stone também expandiu seu menu com outros produtos relacionados a sorvetes, incluindo: bolos de sorvete, tortas, sanduíches de biscoito, smoothies, shakes e bebidas de café gelado ou misturado.

## História
Fundada em 1988 por Donald e Susan Sutherland, a empresa foi inaugurada em Tempe, Arizona.
Desde a abertura da primeira loja franqueada em Tucson, Arizona, em 1995, a empresa se transformou em uma grande rede com mais de 1.300 lojas nos Estados Unidos. Ela tem uma loja principal na Times Square, em Nova Iorque, e se expandiu no país inteiro.
Lawrence Maltz foi nomeado sócio do conselho geral em 2004. Em 3 de novembro de 2005, a primeira loja fora dos Estados Unidos foi aberta em Roppongi Hills, Minato-ku, Tóquio. Em janeiro de 2006, a empresa foi nomeada a 11ª franquia de crescimento mais rápido pela revista Entrepreneur. Em 2008, a Cold Stone abriu sua primeira franquia europeia em Copenhague, na Dinamarca. Em junho de 2009, a empresa abriu suas primeiras unidades no Canadá. A partir de 2012, três lojas foram abertas em Singapura. Em 2012, a Cold Stone abriu sua primeira loja na Nigéria, a primeira na África Subsaariana. Em 2013, a família Serruya, sediada em Toronto, Ontário, adquiriu uma participação majoritária na Kahala e mudou o nome para Kahala Brands para se alinhar melhor com o foco do negócio.

### Co-branding
A empresa controladora da Cold Stone Creamery, a Kahala Brands, anunciou em fevereiro de 2009 que havia chegado a um acordo com a cadeia de cafeterias canadense Tim Hortons para abrir 100 lojas com marcas conjuntas nos Estados Unidos, depois de testar com sucesso dois locais em Rhode Island. A aliança estratégica tinha como objetivo abrir caminho para que a Tim Hortons operasse em mais locais nos EUA, permitindo que a Cold Stone Creamery se expandisse para o Canadá. A loja de marca conjunta mais notável foi inaugurada em agosto de 2009, quando a Tim Hortons se mudou para três locais da Cold Stone Creamery na cidade de Nova Iorque, incluindo seu principal local na Times Square.
Em junho de 2009, a Cold Stone Creamery começou a testar o mercado canadense, abrindo sete estabelecimentos com a marca Tim Hortons em Toronto, Oakville, Mississauga, Hamilton, Pickering e Sudbury, todas as anteriores em Ontário e Halifax, na Nova Escócia. Eles tinham estabelecimentos em todas as províncias canadenses, exceto Terra Nova e Labrador.
O empreendimento da Tim Hortons seguiu os passos de esforços semelhantes de co-branding em 2007 e 2008, mas terminou em 2014. Os franqueados da Cold Stone na cidade de Nova Iorque começaram a fazer parceria com a Soup Kitchen International para vender sopa em suas lojas a partir do final de 2007. Em 2008, a empresa assinou um contrato principal com a Rocky Mountain Chocolate Factory para abrir locais licenciados com os produtos dessa empresa.

## Produtos

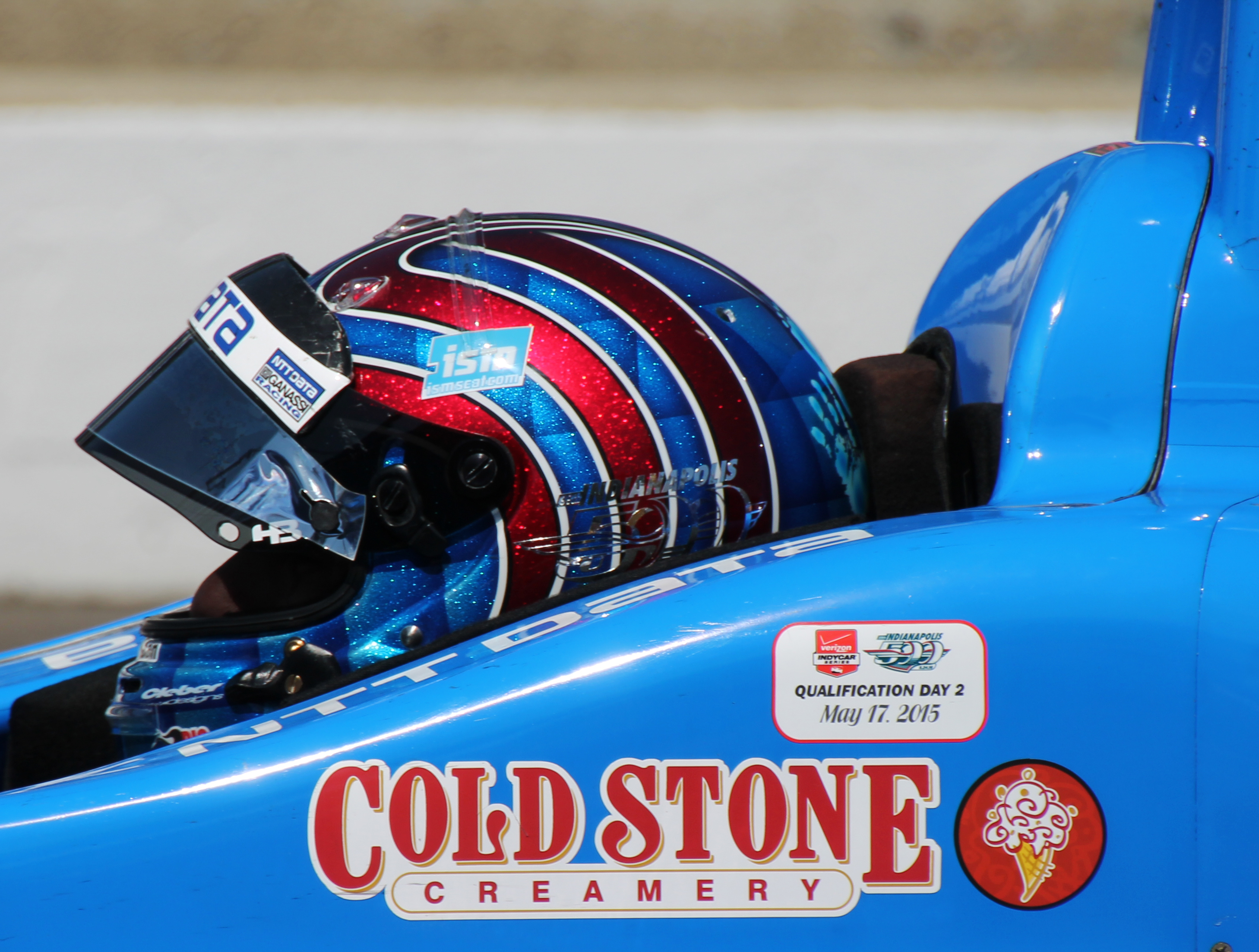
A Cold Stone Creamery patrocinou a Fórmula Indy #10 de Tony Kanaan em 2015

Há quatro tamanhos de porções. Também são oferecidos milkshakes e smoothies, entre eles o Cold Stone PB&C; seu tamanho grande foi apontado pela Men's Health Magazine como a bebida mais insalubre dos Estados Unidos por dois anos consecutivos. A bebida tem 2.010 calorias, 131 gramas de gordura, com 68 gramas de gordura saturada, e 153 gramas de açúcar.
Cold Stone Creamery: Scoop It Up, um videogame de simulação desenvolvido pela CyberPlanet Interactive e publicado pela Zoo Games, foi lançado para o Wii em 2009.

### Licenciamento
A Cold Stone firmou parcerias com outras empresas para promover produtos de marca em suas lojas. A primeira grande parceria que a empresa firmou foi com a Kraft Foods para sua marca Jell-O em 2009. A Cold Stone introduziu uma série de sabores de sorvete baseados nos sabores populares de pudim Jell-O: Chocolate, Butterscotch, Banana e Baunilha. Como os aditivos do pudim fazem com que o sorvete fique em gel, foi observado recentemente que esses sabores não derretem.
Externamente, um acordo de licenciamento de 2008 com a Jelly Belly tinha uma linha de jujubas com o sabor de alguns dos sabores de sorvete mais populares da Cold Stone.